# Life on Mars (série télévisée, 2008)
Pour l’article homonyme, voir Life on Mars.
Ne doit pas être confondu avec Life on Mars (série télévisée, 2006).
Life on Mars est une série télévisée américaine en dix-sept épisodes de 42 minutes, créée par Matthew Graham et Tony Jordan et diffusée entre le 9 octobre 2008 et le 1er avril 2009 sur le réseau ABC aux États-Unis et en simultané au Canada sur le réseau Global.
En France, la série a été diffusée depuis le 13 mai 2009 sur OCS Max puis rediffusée sur Paris Première et depuis le 6 janvier 2011 sur M6 ; au Québec à partir du 4 février 2010 sur Séries+, en Suisse sur TSR2 et en Belgique sur RTL-TVI.
Cette série est l'adaptation de la série britannique du même titre, diffusée entre 2006 et 2007.

## Synopsis
New York, 2008. Sam Tyler est un policier du New York City Police Department. Sa partenaire Maya Daniels est alors agressée par le suspect principal d'une affaire. Très affecté, il se rend seul chez l'homme mais est violemment percuté par une voiture. Il se retrouve alors… en 1973, où il est « toujours » inspecteur. Il doit travailler sous les ordres de Gene Hunt, un policier très « à l'ancienne » au style musclé. Sam devra utiliser ses méthodes modernes pour résoudre les affaires, sans technologie, et pour parvenir à retourner en 2008…

## Distribution

### Acteurs principaux
- Jason O'Mara (VF : Guillaume Lebon) : Sam Tyler
- Harvey Keitel (VF : Michel Papineschi) : Gene Hunt
- Michael Imperioli (VF : Emmanuel Gradi) : Ray Carling
- Gretchen Mol : Annie Norris (VF : Laurence Dourlens)
- Jonathan Murphy (en) (VF : Jérôme Berthoud) : Chris Skelton

### Acteurs secondaires
- Lisa Bonet : Maya Daniels (épisodes 1, 2, 5, 6, et 17)
- Clarke Peters : Capitaine Fletcher Bellow (épisodes 1 et 5)
- Mike Starr : Nelson (épisode 1)
- Heather Matarazzo (VF : Chantal Baroin) : June (épisode 2)
- Lee Tergesen (VF : Thierry Mercier) : Lee Crocker (épisodes 2 et 7)
- Tanya Fischer (VF : Karl-Line Heller) : Windy (épisodes 2, 3, 4, 16 et 17)
- Jennifer Ferrin (en) (VF : Laëtitia Lefebvre) : Rose Tyler (épisodes 4, 15 et 17)
- Whoopi Goldberg (VF : Maïk Darah) : Brother Lovebutter (épisode 5 / non créditée)
- Dean Winters (VF : Nicolas Marié) : Vic Tyler (épisodes 3, 7 et 17)
- Robert Klein : Elliott Casso (épisode 4)
- Bill Irwin : Dr Schwahn (épisode 6)
- Eric Balfour : Eddie Carling (épisode 9)
- Maggie Siff (VF : Ariane Deviègue) : Maria Belanger (épisodes 8, 10 et 11)
- Peter Greene (VF : Maurice Decoster) : Jimmy McManus (épisodes 15 et 16)
- Peter Gerety (VF : Richard Leblond) : Agent Frank Morgan (épisodes 16 et 17)
- Lenny Venito : Nick Profaci (épisode 4)

 Source et légende : version française (VF) sur RS Doublage

## Production
En mars 2006, David E. Kelley soumet son projet de remake de la série britannique au réseau ABC. Le pilote est commandé fin janvier 2007. Le mois suivant, Rachelle Lefèvre décroche le rôle d'Annie, et le pilote trouve Dwight Little comme réalisateur. En mars, le casting est mis en pause, citant des difficultés à caster le rôle principal.
Fin mai 2007, la production nomme un nouveau réalisateur pour Thomas Schlamme. Le mois suivant, Jason O'Mara décroche le rôle principal, ainsi que Colm Meaney (Gene) et Lenny Clarke (en). Entretemps, un pilote a été tourné et laissé sans suite, et Kelley a quitté la production.
En mai 2008, le projet est repris par les producteurs de la série October Road, Josh Appelbaum, André Nemec et Scott Rosenberg. ABC commande directement la série et place la série dans la case du jeudi à 22 h.
Conservant Jason O'Mara, le casting reprend en juillet, dans cet ordre : Michael Imperioli, Jonathan Murphy, Harvey Keitel, Gretchen Mol et Lisa Bonet. La production débute le mois suivant.
Le 20 novembre, ABC commande quatre épisodes supplémentaires, portant la saison à 17 épisodes.
Le 2 mars 2009, l'annulation de la série est confirmée.

## Épisodes
| N° | Titre                                                                               | Réalisation           | Scénario                                   | Première diffusion | Diffusion française | Code de production |
| -- | ----------------------------------------------------------------------------------- | --------------------- | ------------------------------------------ | ------------------ | ------------------- | ------------------ |
| 01 | D'un monde à l'autre Out Here in the Fields                                         | Gary Fleder           | Josh Appelbaum André Nemec Scott Rosenberg | 9 octobre 2008     | 13 mai 2009         | 1ANY01             |
| 02 | Une réalité irréelle The Real Adventures of the Unreal Sam Tyler                    | Michael Katleman (en) | Bryan Oh                                   | 16 octobre 2008    | 2 juin 2009         | 1ANY02             |
| 03 | L'Étoffe des héros My Maharishi Is Bigger Than Your Maharishi                       | Michael Pressman      | Tracy McMillan (en)                        | 23 octobre 2008    | 2 juin 2009         | 1ANY03             |
| 04 | L'Incorruptible Sam Tyler Have You Seen Your Mother, Baby, Standing in the Shadows? | Alex Zakrzewski (en)  | David Wilcox (en)                          | 30 octobre 2008    | 9 juin 2009         | 1ANY04             |
| 05 | L'Ange de la mort Things to Do in New York When You Think You're Dead               | Michael Katleman      | Sonny Postiglione                          | 6 novembre 2008    | 9 juin 2009         | 1ANY05             |
| 06 | La Fureur de vivre Tuesday's Dead                                                   | Daniel Minahan (en)   | Adele Lim (en)                             | 13 novembre 2008   | 16 juin 2009        | 1ANY06             |
| 07 | Mon père, cet inconnu The Man Who Sold the World                                    | Darnell Martin        | Meredith Averill (en) Phil M. Rosenberg    | 20 novembre 2008   | 16 juin 2009        | 1ANY07             |
| 08 | Guerre froide Take a Look at the Lawmen                                             | Brad Turner           | Sonny Postiglione David Wilcox             | 28 janvier 2009    |                     | 1ANY11             |
| 09 | El diablo The Dark Side of the Mook                                                 | Rick Rosenthal        | Bryan Oh Tracy McMillan                    | 4 février 2009     |                     | 1ANY08             |
| 10 | Seuls dans l'univers ? Let All the Children Boogie                                  | Michael Katleman      | Phil M. Rosenberg                          | 11 février 2009    |                     | 1ANY12             |
| 11 | Au-delà de l'arc en ciel Home is Where You Hang Your Holster                        | David M. Barrett      | Meredith Averill                           | 18 février 2009    |                     | 1ANY13             |
| 12 | Le Monstre à l'intérieur The Simple Secret of the Note in Us All                    | Jean de Segonzac      | Becky Hartman Edwards Adele Lim            | 25 février 2009    |                     | 1ANY10             |
| 13 | L'Escadron rouge Revenge of the Broken Jaw                                          | Stephen Kay           | David Wilcox Meredith Averill              | 4 mars 2009        |                     | 1ANY09             |
| 14 | La Fille de l'air Coffee, Tea or Annie                                              | David Petrarca (en)   | Adele Lim Bryan Oh                         | 11 mars 2009       |                     | 1ANY14             |
| 15 | Le Côté obscur : 1re partie All the Young Dudes                                     | Darnell Martin        | Sonny Postiglione Tracy McMillan           | 18 mars 2009       |                     | 1ANY15             |
| 16 | Le Côté obscur : 2e partie Everyone Knows It's Windy                                | Alex Zakrzewski       | Mike Flynn                                 | 25 mars 2009       |                     | 1ANY16             |
| 17 | La Fin du voyage Life Is a Rock                                                     | Michael Katleman      | Scott Rosenberg                            | 1er avril 2009     |                     | 1ANY17             |

## Autour de la série
- Malgré une carrière très longue, c'est le tout premier rôle récurrent d'Harvey Keitel dans une série télévisée.
- Dans un épisode, Sam rencontre sa mère dans le passé. Cela peut faire à penser au film Retour vers le futur. Pour ne pas dévoiler son identité, Sam dit être l'inspecteur Luke Skywalker. Dans Retour vers le futur, Marty McFly dit s'appeler Calvin Klein (Pierre Cardin en version française) pour cacher son lien de parenté avec les McFly de l'époque où il se trouve (ses parents). Et dans Retour vers le futur 3, Marty McFly dit s'appeler Clint Eastwood encore une fois pour cacher son lien de parenté avec les McFly de l'époque (son arrière-arrière-grand-père).